# Josefina Guerendiain Caro
Josefina Guerendiain Caro (Pamplona, 19 de septiembre de 1918 - 4 de junio de 2011) fue una empresaria y miembro de la UGT.

## Biografía
Desde muy joven, con tan sólo 14 años, acompañaba a su padre, Juan Guerendiain Urra, cantero miembro de UGT, a la Casa del Pueblo de Pamplona, y participaba en diversas actividades de dicha organización.
Tras la revolución de octubre de 1934, visitó con frecuencia a presos políticos del País Vasco, Asturias y Santander encarcelados en el Fuerte de San Cristóbal, a quienes les cuidaba, llevándoles comida y lavándoles la ropa. Trabajó en una organización llamada "Socorro Rojo", llevando comida y lavando ropa para presos políticos. Se hizo novia de Clemente Ruiz, secretario general de UGT de Navarra. Fue detenida con 17 años, tras el golpe de Estado del 18 de julio de 1936, y permaneció ocho meses en la prisión provincial. Tras su salida de la cárcel trabajó en la clínica San Juan de Dios y en el Hospital de Guerra Alfonso Carlos instalado en el Seminario de Pamplona.
En febrero de 1938 se casó con Vicente Lacarra Armendáriz. Tras el final de la guerra se instaló en Olite (Navarra), de donde era natural su marido. Regentaron un bar en Pamplona y, más tarde, un restaurante en Villabona (Guipúzcoa). Falleció en Pamplona el 4 de junio de 2011. 

## Reconocimientos
- En 2024 el  Ayuntamiento de Pamplona decidió poner el nombre de 10 mujeres represaliadas por el franquismo a las calles y plazas de Xantrea Sur: Josefina Guerendiain Caro, Julia Bea Soto, Julia Fernández Zabaleta, Dora Serrano Serrano, Aurora Gómez Urrutia, Mª Luisa Elío Bernal, Nemesia Baztán Turrau, Ramona Zapatero Zapatel, Matilde Huici Navaz y Mª Carmen Húder Carlosena.[4] [5] [6]